# Agüimes
Agüimes er en by og kommune i det sydvestlige Spanien på øen Gran Canaria i provinsen Las Palmas, De Kanariske Øer. Den har et indbyggertal på 33.179 (2024) indbyggere.